# Walter Strauß
Walter Strauß, né le 15 juin 1900 à Berlin et mort le 1er janvier 1976 à Baldham, était un homme politique ouest-allemand de l’Union chrétienne-démocrate. Membre après la guerre du conseil des Länder de la Bizone et du Conseil parlementaire, il fut secrétaire d’État au ministère fédéral de la Justice de 1949 à 1963 et juge à la Cour de justice des Communautés européennes de 1963 à 1970.
En 1962, pendant l'affaire du Spiegel, il fut mis en cause par Franz Josef Strauß, son ministre de tutelle, lors du débat au Bundestag sur l'affaire. Franz Strauß était lui-même accusé d'implication dans l'affaire, il se défaussa sur deux secrétaires d'État, Walter et Volkmar Hopf, secrétaire d'État à la Justice. Au début de l'affaire, le ministre avait toutefois interdit à son secrétaire d'État d'informer le ministre fédéral de la Justice, Wolfgang Stammberger, de la procédure lancée contre le Spiegel.